# Siuntio
Siuntio (Zweeds: Sjundeå) is een gemeente in de Finse provincie Zuid-Finland en in de Finse regio Uusimaa. De gemeente heeft een landoppervlakte van 1.446,59 km² en telt 6.217 inwoners (2022).
Siuntio is een tweetalige gemeente met Fins als meerderheidstaal (± 60%) en Zweeds als minderheidstaal.

## Geboren in Siuntio
- Karl-August Fagerholm (1901), politicus
- Pernilla Karlsson (1990), zangeres